# Розенберг, Эдвард
Аксель Эдвард Йохан Розенберг (швед. Axel Edward Johan Rosenberg, 1 апреля 1858, Стокгольм, Швеция — 3 марта 1934, Стокгольм, Швеция) — шведский художник.

## Биография

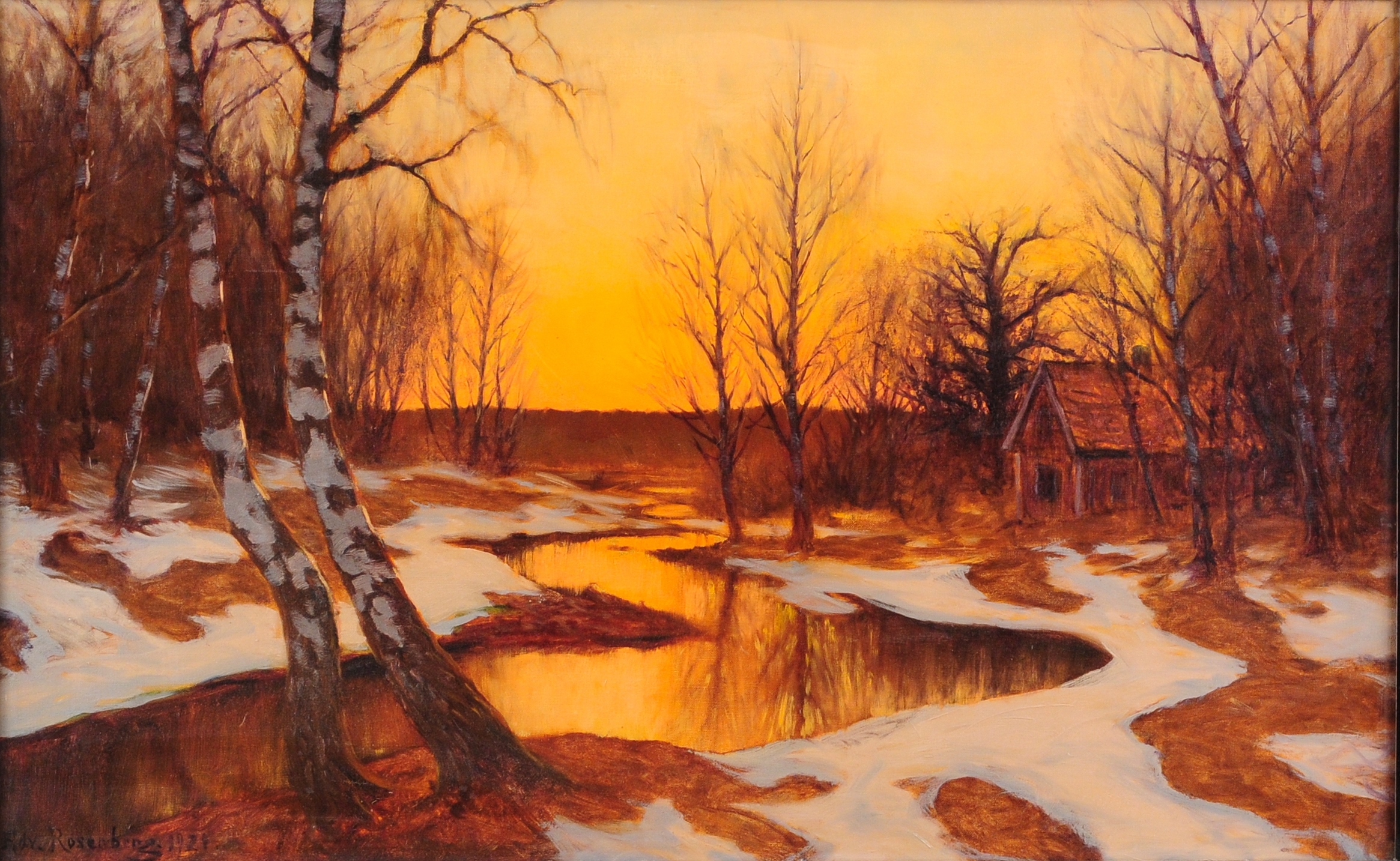
Закат в зимнем пейзаже (1921)

Эдвард Розенберг с 1879 по 1882 год учился в Королевской академии свободных искусств, а также в частном порядке у Эдварда Персея. В 1882 году он получил королевскую медаль за картину Ekskog i middagsbelysning (Дубовый лес в полдень). Эдвард провёл два года в Париже и в художественной колонии Кароль на побережье Нормандии, после этого он жил только в Швеции. На Парижском салоне, где Розенберг выставлялся несколько раз с 1883 года,он получил почётное упоминание в 1886 году за Vårvinter (Ранняя весна), мотив из района в Стокгольме. Его картина Marskväll (Мартовский вечер) была показана в Мюнхене в 1901 году и стала его величайшим успехом даже на международном уровне. В 1901 году Эдвард также стал членом Королевской академии свободных искусств. Он был выдающимся интерпретатором шведской природы и с удовольствием выбирал свои мотивы из пейзажей вокруг зимнего Меларена. Розенберг представлен, среди прочего, в Национальном музее Швеции.
Эдвард был женат на Анни Луизе Шарлотте Столе, в браке с которой в 1883 году родился Карл Розенберг, известный шведский фотограф.